# По, Лина Михайловна
Лина Михайловна По (настоящее имя — Полина Михайловна Горенштейн; 1899—1948) — советский скульптор. До 1934 года была балериной, но после потери зрения занялась скульптурой.

## Биография
Полина Горенштейн родилась 18 (30) января 1899 года в Екатеринославе (ныне Днепр, Украина). С детства увлекалась музыкой, танцами, рисованием и лепкой. В 1913 году поступила в Екатеринославское хореографическое училище. Параллельно посещала рисовальную студию Ф. Н. Шредера, занималась лепкой из глины. Затем по настоянию родителей поступила на юридический факультет Высших женских курсов в Харькове. Позднее поступила в харьковскую балетную школу Тальори и в студию скульптора Л. Блох. В 1918 году вернулась в Екатеринослав, где в 1919 году окончила хореографическое училище К. Воронкова. Занималась самостоятельной концертной деятельностью, выступала под псевдонимом Лина По в театрах Мариуполя, Харькова и Киева.
В 1920 году переехала в Москву и поступила в Высшие хореографические мастерские при Большом театре. Параллельно училась на скульптурном отделении ВХУТЕМАСа. Спустя полгода оставила занятия во ВХУТЕМАСе, полностью посвятив себя балету. В 1924 окончила хореографические мастерские и стала режиссёром-постановщиком танцев. Использовала в режиссёрской работе свои навыки в изобразительном искусстве, выполняя зарисовки танцевальных движений и скульптурные композиции мизансцен.
В 1934 году Лина По заболела энцефалитом на фоне гриппа. Наступил паралич рук и ног. Из-за поражения зрительных нервов было полностью потеряно зрение. После длительного лечения в неврологической клинике Московского научно-исследовательского клинического института им. М. Ф. Владимирского паралич удалось вылечить, но зрение не вернулось.
Лёжа на больничной койке, начала лепить из хлебного мякиша фигурки зверей и птиц. Позднее стала работать с гипсом. Первыми скульптурными работами Лины По были фигурка спящего мальчика, голова старухи и портрет девочки (предположительно, автопортрет).
Вскоре работы Лины По получили известность. Она стала работать по контракту со Всекохудожником. В 1936—1937 годах ею был выполнен цикл работ, посвящённых танцам: «Арабеск», «Балерина», «Танцевальная сюита», «Танец с покрывалом», «Прыжок». В 1937 году она первый раз приняла участие в выставке московских скульпторов. В 1938 году Лина По стала членом Московского союза художников. Позднее она стала уделять больше внимания портретному жанру, создав скульптуры «Ленин», «Голова негритёнка», «Краснофлотец», «Димка», «Парашютистка», «Груня», «Пушкин», «Автопортрет», «Поющий ашуг», «Паганини», «Голова еврея». В своих работах ей удалось передать внутреннее состояние и психологические переживания героев.
Во время Великой Отечественной войны Лина По выполнила произведения «Гнев народа», «Осиротевшая», «Удочерённая», «В фашистской неволе», «Партизан Архипыч», «Народные мстители». После окончания войны она создала скульптуру «Песнь ликования», изобразив поднимающуюся на гору обнажённую девушку с флагом. Тогда же она выполнила композицию «Девочка с голубями» и скульптурный портрет А. П. Чехова. В 1946 году в Центральном доме работников искусств состоялась персональная выставка работ Лины По, приуроченная к десятилетию её творческой деятельности. В 1947 году эта выставка была повторена в Центральном доме литераторов.
В послевоенные годы Лина По вновь обратилась к танцевальной тематике, выполнив композиции «Украинский танец» (1946), «Восточная сюита» (1947), «Русская пляска» (1948) и другие. Она задумала выполнить серию работ «Молодёжь в труде». Сделала скульптуру «Слава труду», изображающую девушку-сталевара. Лина По подготовила эскизы работ «Девушка у штурвала» и «Творческий порыв», но смерть помешала ей их закончить.
Лина По умерла в Москве 26 ноября 1948 года. Похоронена на Новодевичьем кладбище (участок 2, ряд 27, место 14). Авторы надгробия — скульптор Н. Б. Никогосян и архитектор Т. А. Никогосян.
Существенная часть работ Лины По находится в основной экспозиции музея Всероссийского общества слепых. Её работы также находятся в собраниях Третьяковской галереи, Театрального музея имени А. А. Бахрушина, Государственного музея А. С. Пушкина и других музеев России и Украины.